# 基隆要塞司令部校官眷舍
基隆要塞司令部校官眷舍又名校官官舍，是位於台灣基隆市中正區中正路的日式宿舍建築，2006年登錄為基隆市市定古蹟。

## 沿革
校官官舍其原為三棟獨棟建築，如今只存一棟，過去設置於昔日之孤拔濱地區，因為生活機能及鄰近要塞司令部廳舍的需求，官舍區跟漢人集落關係會較為密切，官舍區內形成不同等級官舍集中一起。戰後時期後，周圍闢建成「建實新村」，是要塞司令部所屬校官軍事宿舍區域。
近年來在眷戶遷出後，由於建物與土地權屬為國防部所屬，因其對建物的維護不利，2006年基隆市政府通過審議，正式公告校官眷舍定為市定古蹟，2011年，校官官舍對面向的三棟雙拼日式宿舍，及校官官舍右側之官舍因興建基隆市中正區公所，及毀損嚴重為由而遭到拆除，2013年，因颱風災害導致僅存兩棟官舍建築的其中一棟倒塌，當前則將另一棟建築物的地基保留。
仍尚存的一棟在2016年7月完成從軍方完成建物及土地撥用後由基隆市文化局接管。於2018年10月31日動工修復。在修復工程進行時，在建物後方發現了日治時期興建的廚房和浴室殘跡，2020年在納入「大基隆歷史場景再現計畫」的計畫下成功修復完成，並在同年起開放民眾參觀。因涵納於「沙灣歷史文化園區」展區，現則進行串聯和周遭古蹟群整合成大型公園，與交通串聯改善等整修工程。同年11月，基隆市政府與誠品書店合作在要塞司令官邸進駐，以3個月期間的限定店形式進行經營。。

## 建築設計

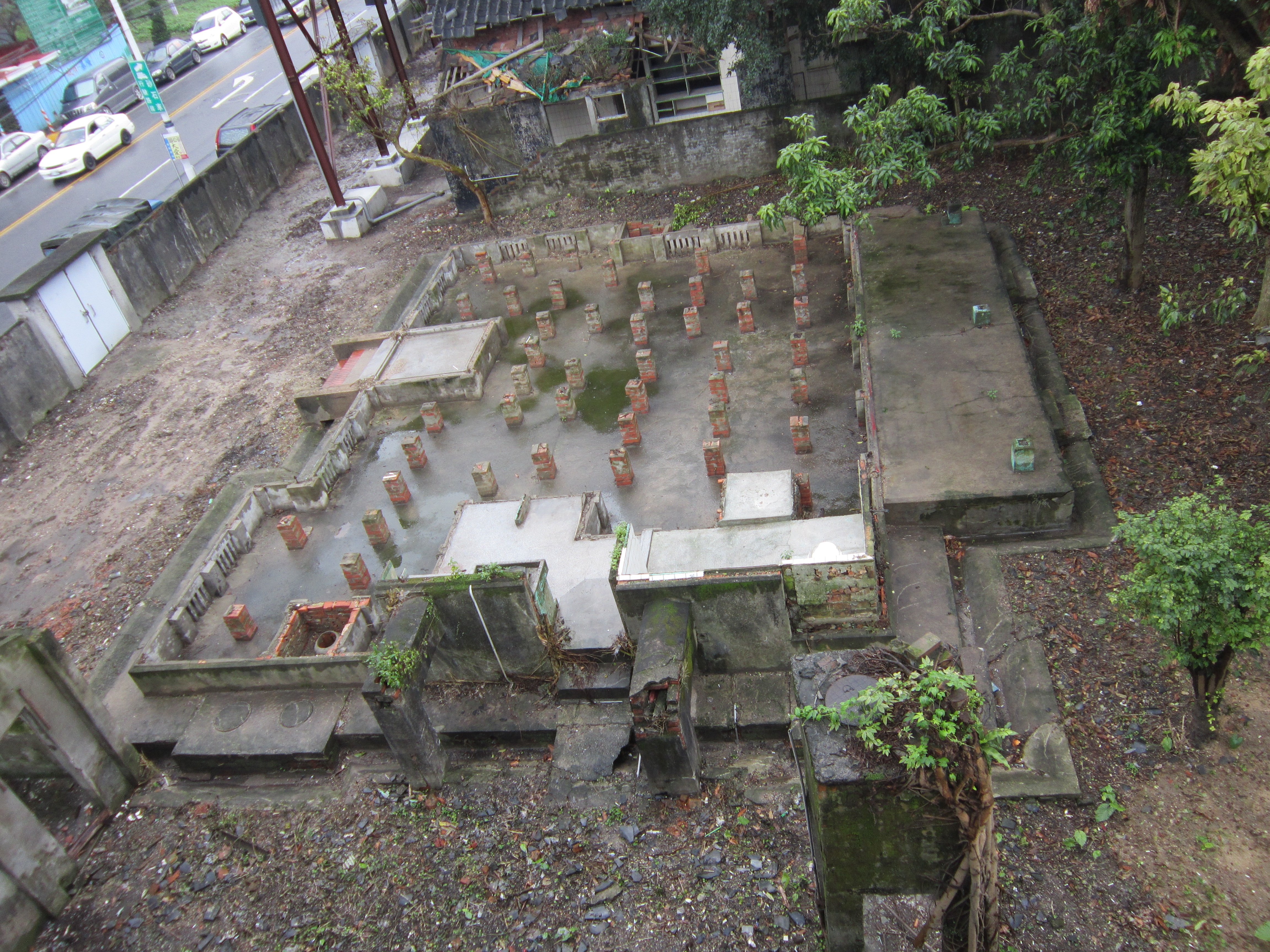
基隆要塞司令部校官眷舍地基遺構，現仍存。

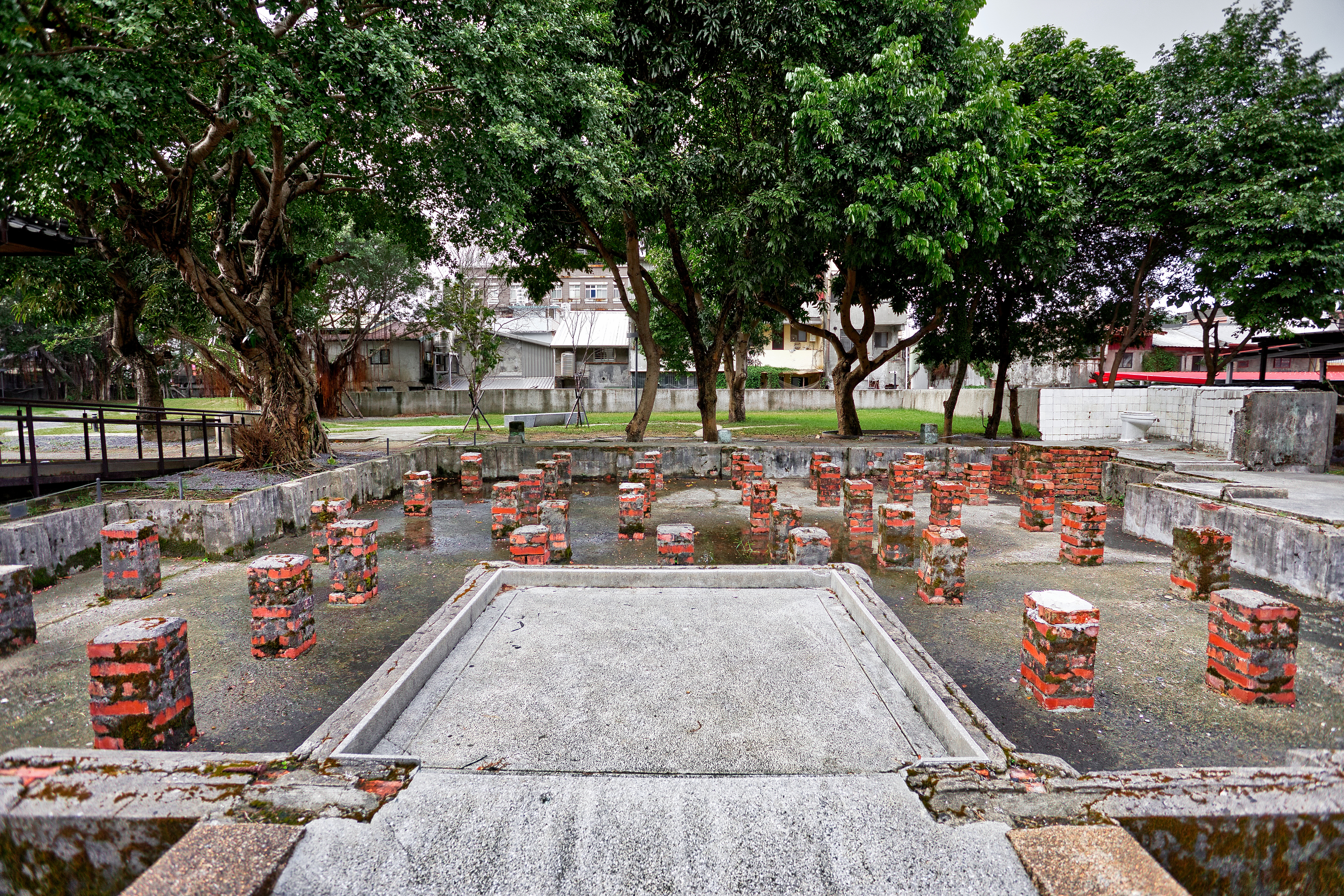
基隆市校官眷舍的「磚束基礎」

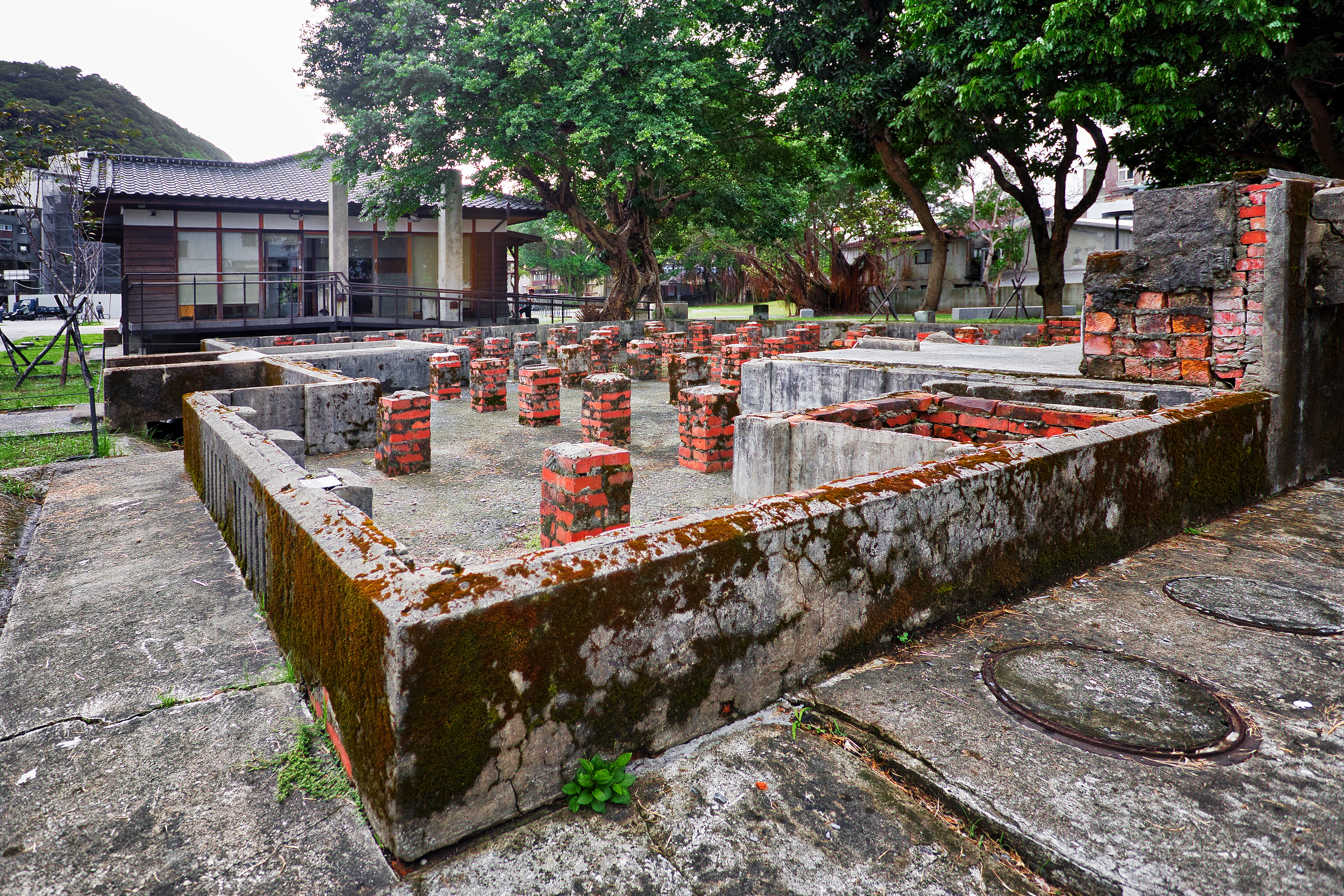
基隆市校官眷舍的「磚束基礎」

校官眷舍由臺灣總督府營建課工事部技師淺井新一設計，為典型和式獨棟宿舍，在建築設計上，設有超過2尺的雨庇、15公分高的門檻和開口較大的排水溝以因應基隆多雨的氣候，極具地方特色。此外則具有日式宿舍特有之床之間，應接室，座敷等空間格局。

## 外部連結
- 基隆要塞司令部校官眷舍——文化部文化資產局 （页面存档备份，存于）
- 基隆要塞司令部校官眷舍——大基隆歷史場景再現計畫